# Hyloxalus
Hyloxalus är ett släkte av groddjur. Hyloxalus ingår i familjen pilgiftsgrodor.

## Dottertaxa tillHyloxalus, i alfabetisk ordning[1]
- Hyloxalus abditaurantius
- Hyloxalus aeruginosus
- Hyloxalus anthracinus
- Hyloxalus argyrogaster
- Hyloxalus awa
- Hyloxalus azureiventris
- Hyloxalus betancuri
- Hyloxalus bocagei
- Hyloxalus borjai
- Hyloxalus breviquartus
- Hyloxalus cevallosi
- Hyloxalus chlorocraspedus
- Hyloxalus chocoensis
- Hyloxalus delatorreae
- Hyloxalus edwardsi
- Hyloxalus elachyhistus
- Hyloxalus eleutherodactylus
- Hyloxalus exasperatus
- Hyloxalus excisus
- Hyloxalus faciopunctulatus
- Hyloxalus fallax
- Hyloxalus fascianigrus
- Hyloxalus fuliginosus
- Hyloxalus idiomelus
- Hyloxalus infraguttatus
- Hyloxalus insulatus
- Hyloxalus lehmanni
- Hyloxalus leucophaeus
- Hyloxalus littoralis
- Hyloxalus maculosus
- Hyloxalus maquipucuna
- Hyloxalus marmoreoventris
- Hyloxalus mittermeieri
- Hyloxalus mystax
- Hyloxalus nexipus
- Hyloxalus parcus
- Hyloxalus patitae
- Hyloxalus peculiaris
- Hyloxalus peruvianus
- Hyloxalus pinguis
- Hyloxalus pulchellus
- Hyloxalus pulcherrimus
- Hyloxalus pumilus
- Hyloxalus ramosi
- Hyloxalus ruizi
- Hyloxalus saltuarius
- Hyloxalus sauli
- Hyloxalus shuar
- Hyloxalus sordidatus
- Hyloxalus spilotogaster
- Hyloxalus subpunctatus
- Hyloxalus sylvaticus
- Hyloxalus toachi
- Hyloxalus utcubambensis
- Hyloxalus vergeli
- Hyloxalus vertebralis
- Hyloxalus whymperi